# Sobczyna
Sobczyn – przysiółek wsi Łąkociny w Polsce, położony w województwie wielkopolskim, w powiecie ostrowskim, w gminie Ostrów Wielkopolski.
W latach 1975–1998 przysiółek należał administracyjnie do województwa kaliskiego.